# Средневековая Эстония

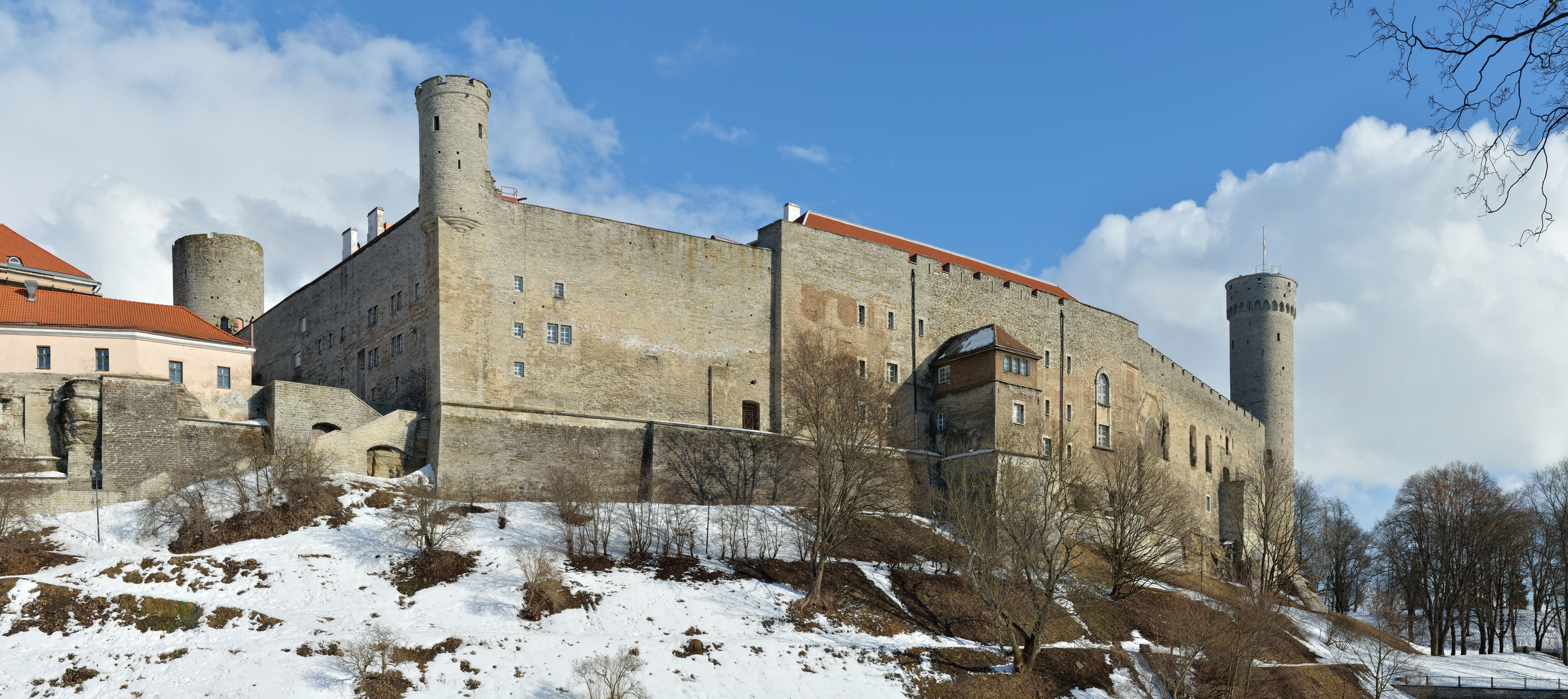
Замок Тоомпеа в Таллине, построенный датским королём в XIII веке

Средневековье в Эстонии — период в эстонской истории с начала XIII и до второй половины XVI века, то есть с начала распространения христианства и до Ливонской войны.
Христианство пришло в Эстонию значительно позднее, чем в другие страны Европы. Вначале на этой территории появились миссионеры, затем началась военная экспансия рыцарей-крестоносцев.
Период правления Ливонского ордена сопровождался закрепощением эстонского населения. Эстонские города быстро развивались в рамках Ганзейского союза. В XVI веке Эстония пережила период церковной реформации, а после Ливонской войны её территория была разделена между Швецией, Данией и Речью Посполитой.

## Характеристика периода
Средневековьем для Эстонии считается период с начала распространения христианства в начале XIII века и до Ливонской войны (1558 год). В Западной Европе этот период обозначается как Высокое и Позднее Средневековье. Предыдущий период в эстонской истории считается доисторическим. В советской историографии период до X века относился к первобытнообщинному строю, X—XII века — зарождение феодальных отношений, XIII—XVIII века — феодализм.
Период Средневековья в Эстонии представляет собой внедрение западной католической феодальной системы колониального характера. Первые десятилетия этого периода подробно отражены в т. н. Ливонской хронике. Начиная с XV—XVI вв. активно развивается письменное делопроизводство, благодаря которому этот период также достаточно подробно изучен историками. Вторая половина XIII века и XIV век слабо отражены в исторических источниках.

## Эстония в XI—XII веках

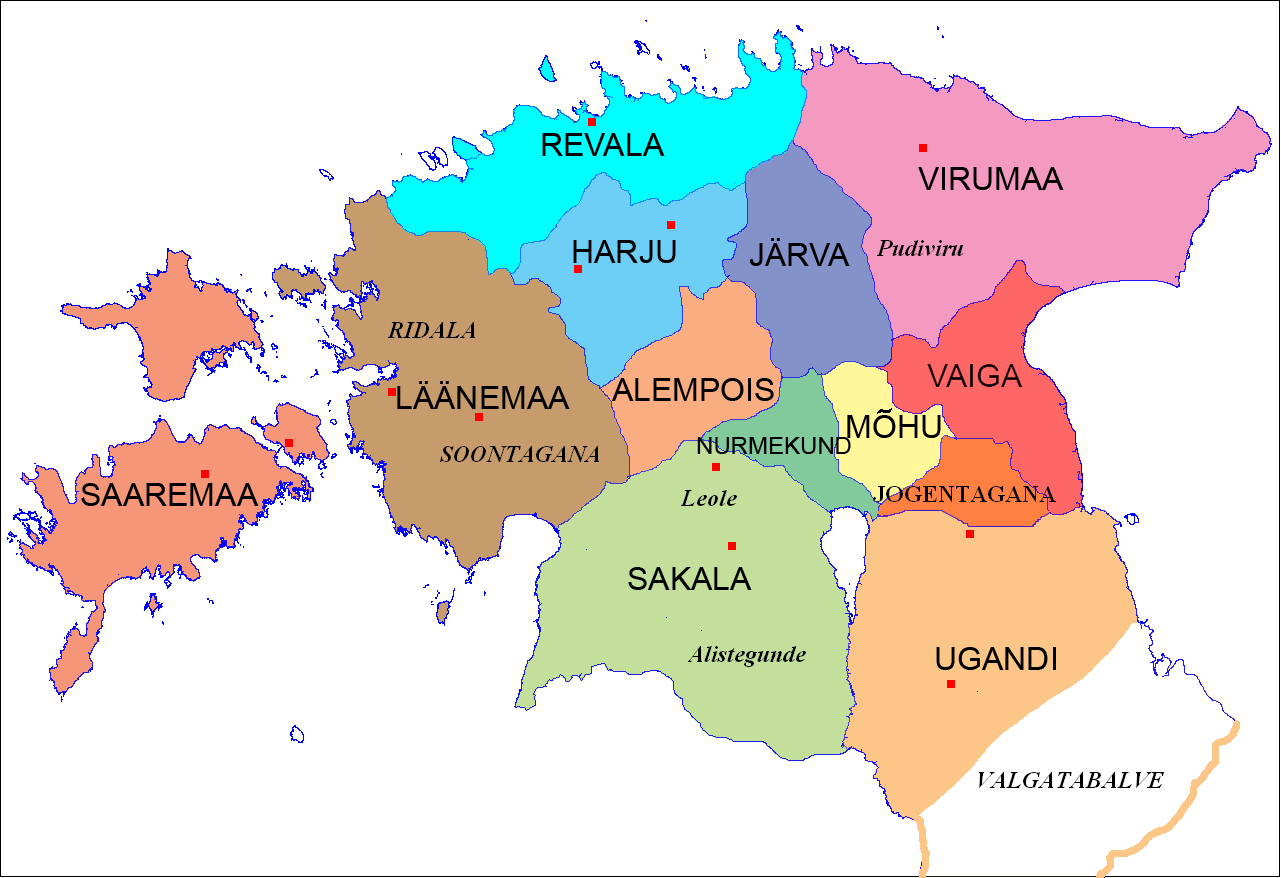
Мааконды и кихельконды на территории современной Эстонии в начале XIII века

К концу XII — началу XIII вв. на территории современной Эстонии насчитывалось 8 маакондов (земель) — Уганди, Сакала, Вирумаа, Ярвамаа, Ляэнемаа, Харьюмаа, Рявала, Сааремаа, а также 6 отдельных кихелькондов (приходов) или т. н. «малых маакондов» — Алемпоис, Нурмекунд, Мыху, Вайга, Йонгентагана и Соополице. Население насчитывало 150—180 тыс. чел., произошла консолидация эстонской народности. К X—XIII векам сложилась раннефеодальная структура общества, где во главе земель стояли старейшины и предводители военных дружин.
В XI—XII веках появляются первые упоминания в исторических хрониках об эстонских городах Тарту (Юрьев, Дерпт) и Таллине (Колывань, Лидна, Линданисе, Реваль). Эстонское название предположительно означает «датский город» — «Таанилинн». Согласно Повести временных лет, в 1030 году киевский князь Ярослав Мудрый предпринял поход на чудь, покорил их и заложил город, названный Юрьев. К концу XII века возникают первые элементы феодальных отношений. Так, согласно «Советской исторической энциклопедии» маленькие, но укрепленные городища типа Лыхавере и Наану принадлежали не общине, а местным семействам знати.
Примерно в 1070 году архиепископ Бременский назначил эстам и финнам епископа Первые попытки папских миссионеров приобщить эстов к христианству начались в 1170-е годы, но без военной поддержки успеха не имели

## Завоевание Эстонии крестоносцами

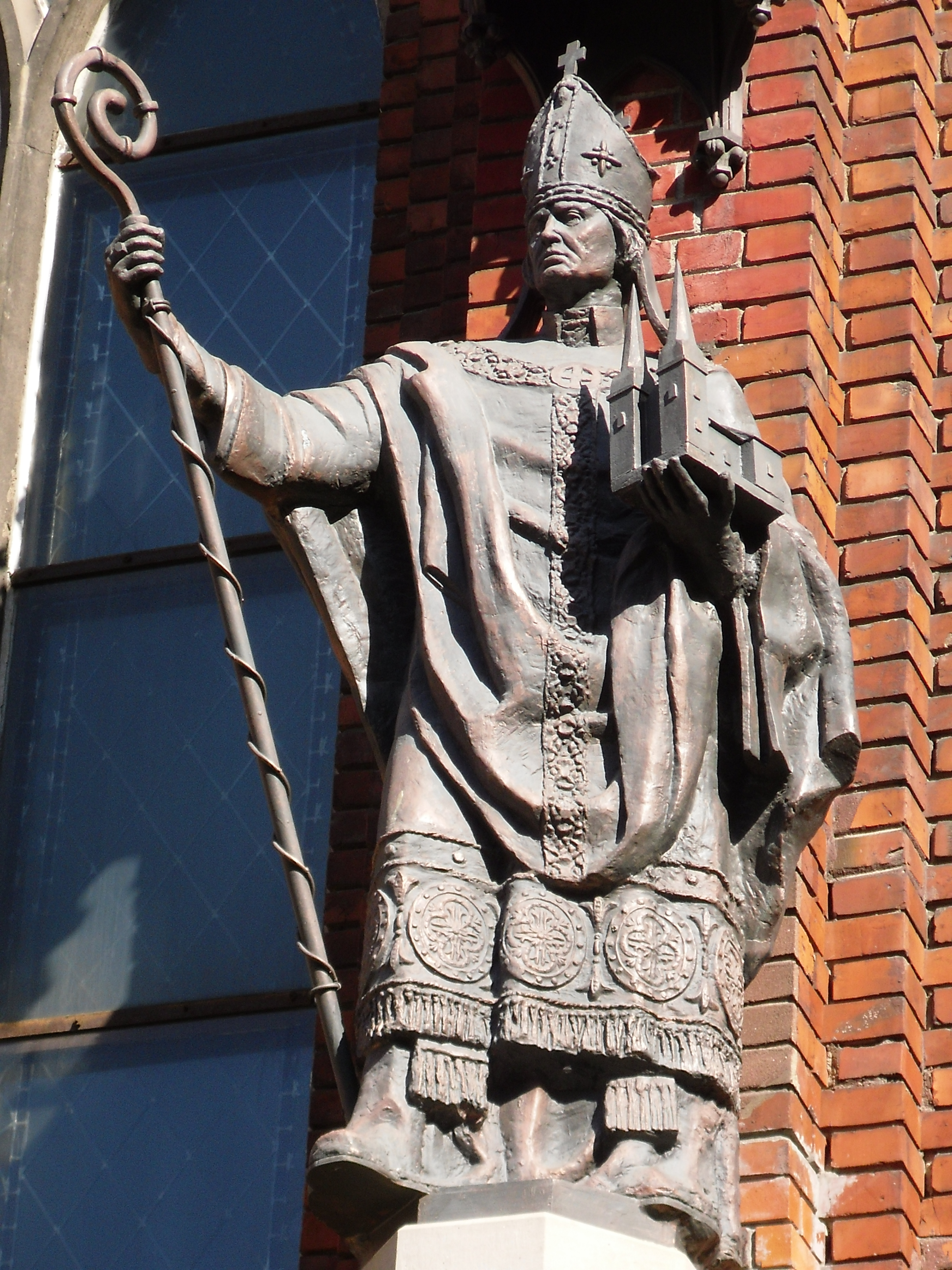
Епископ Альберт Буксгевден — предводитель крестоносцев

В конце XII века началась военная экспансия крестоносцев в Прибалтику, которую поддерживали разрозненные силы: папская курия, Гамбургско-Бременские архиепископы, Тевтонский орден, Датское и Шведское королевства.
Ливонский крестовый поход после покорения ливов и латгалов распространился также на земли эстов. В 1206 году датский король Вальдемар II сделал первую попытку завоевать Сааремаа. В 1208 году Орден меченосцев напал на Уганди, разграбил город Отепя и в дальнейшем до 1212 года в союзе с рижским епископом Альбертом Буксгевденом организовал ряд походов в южную и центральную Эстонию. В этот же период на эстонскую территорию вторгались новгородские и псковские князья.
В 1210 году эсты разбили крестоносцев на реке Юмера, в 1215 крестоносцы захватили Сакалу и Уганди. В 1217 году эсты потерпели поражение в сражении при Вильянди, в котором погиб старейшина Лембиту. В 1219—1220 гг. датский король Вальдемар II с 60-тысячным войском завоевал Северную Эстонию, победив эстов в битве при Линданисе. Опорным пунктом датчан стал Ревель (Таллин). Северо-западная часть Эстонии, включая острова Хийумаа и Сааремаа была объявлена датской провинцией. С этого момента датчане и немцы соперничали в захвате и крещении Эстонии.
В 1222 году жители острова Сааремаа разгромили шведов, вторгшихся в Ляэнемаа и изгнали с острова датчан, построивших там замок. В результате вспыхнувшего восстания в 1223 году почти вся территория современной Эстонии была освобождена от немцев и датчан. Был заключён союз с новгородцами и псковичами. В Юрьеве, Феллине и других городах были размещены небольшие русские гарнизоны. Однако уже в следующем году Дерпт (Юрьев), как и остальная материковая часть современной Эстонии, был вновь захвачен крестоносцами, в 1227 году немцы покорили Сааремаа.
Основными причинами поражения стали численное и военно-техническое превосходство противника, а также отсутствие централизованной политической власти у эстов.

## Первый век иноземного управления

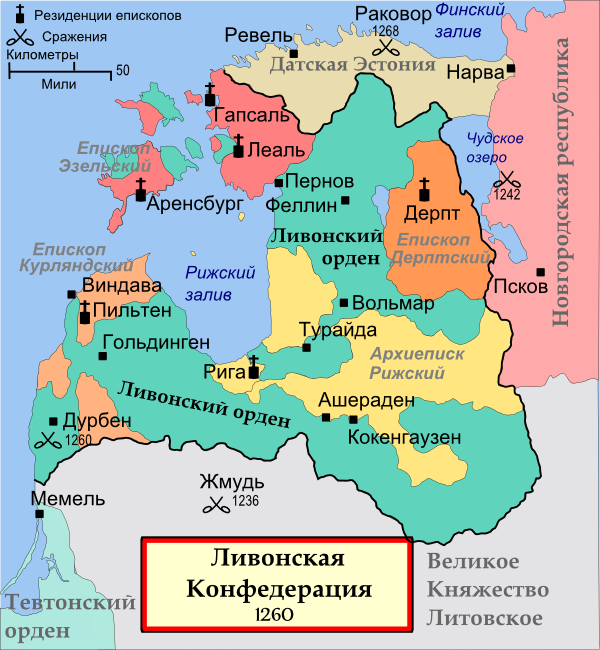
Средневековая Ливония

Со второй четверти XIII века и по 1561 год вся территория современной Эстонии и Латвии называлась Ливонией.
В 1237 году Орден меченосцев вошёл в состав Тевтонского ордена, в рамках которого было создано Ливонское ландмейстерство для управления территорией Ливонии. При этом глава ландмейстерства не избирался местными рыцарями, а присылался из центра, перед которым и отчитывался. На следующий день после объединения орденов Папа Римский Григорий IX направил легату ордена Вильгельму Моденскому буллу, в которой поручил наладить отношения с королём Дании Вальдемаром II путем передачи ему Северной Эстонии и Ревеля. По Стенсбийскому мирному договору 1238 года северная Эстония была возвращена Дании.
В первой половине XIII века новые власти ограничивали свою деятельность крещением эстонцев и взиманием с них податей. В дальнейшем, датский король, епископы и Орден стали раздавать землю вассалам в лен.
На завоёванных орденом землях были созданы Эзель-Викское (Сааре-Ляэнеское) и Дерптское (Тартуское) епископства. Северная часть Эстонии входила в состав датского королевства. В 1240 году датский король пожаловал земли для создания Таллинского епископства. После преобразования Рижского епископства в архиепископство в 1251 году Дерптское и Эзель-Викское епископства перешли в подчинение к Рижскому архиепископу. Таллинский епископ подчинялся архиепископу Лунда и светской властью на своей территории не обладал.
В 1251 году в Пярну была открыта первая на территории Эстонии школа при кафедральном соборе.
18 февраля 1268 года состоялась Раковорская битва между армиями северорусских государств против объединённых сил рыцарей Ливонского ордена и Датской Эстляндии.
В 1283 году города Таллин, Тарту, Пярну и Хаапсалу стали членами ганзейского союза.
Конфликты новых властей с местным населением привели к восстаниям, самым известным из которых стало восстание Юрьевой ночи в Датской Эстляндии в 1343 году. Датчане не смогли самостоятельно справиться с ним и призвали на помощь Тевтонский орден. Восстание было подавлено лишь в течение 2 лет.
В дальнейшем из-за растущих внутренних проблем 29 августа 1346 года датский король Вальдемар IV Аттердаг продал датскую часть Эстляндии великому магистру Тевтонского ордена Генриху Дуземеру за 19 тысяч серебряных кёльнских марок, а последний передал Эстляндию ландмейстеру Тевтонского ордена в Ливонии Госвину фон Херике. В течение последующих пяти столетий немцы доминировали в Эстонии.

## Эстония в составе Ливонской конфедерации

### Феодальная знать и управление

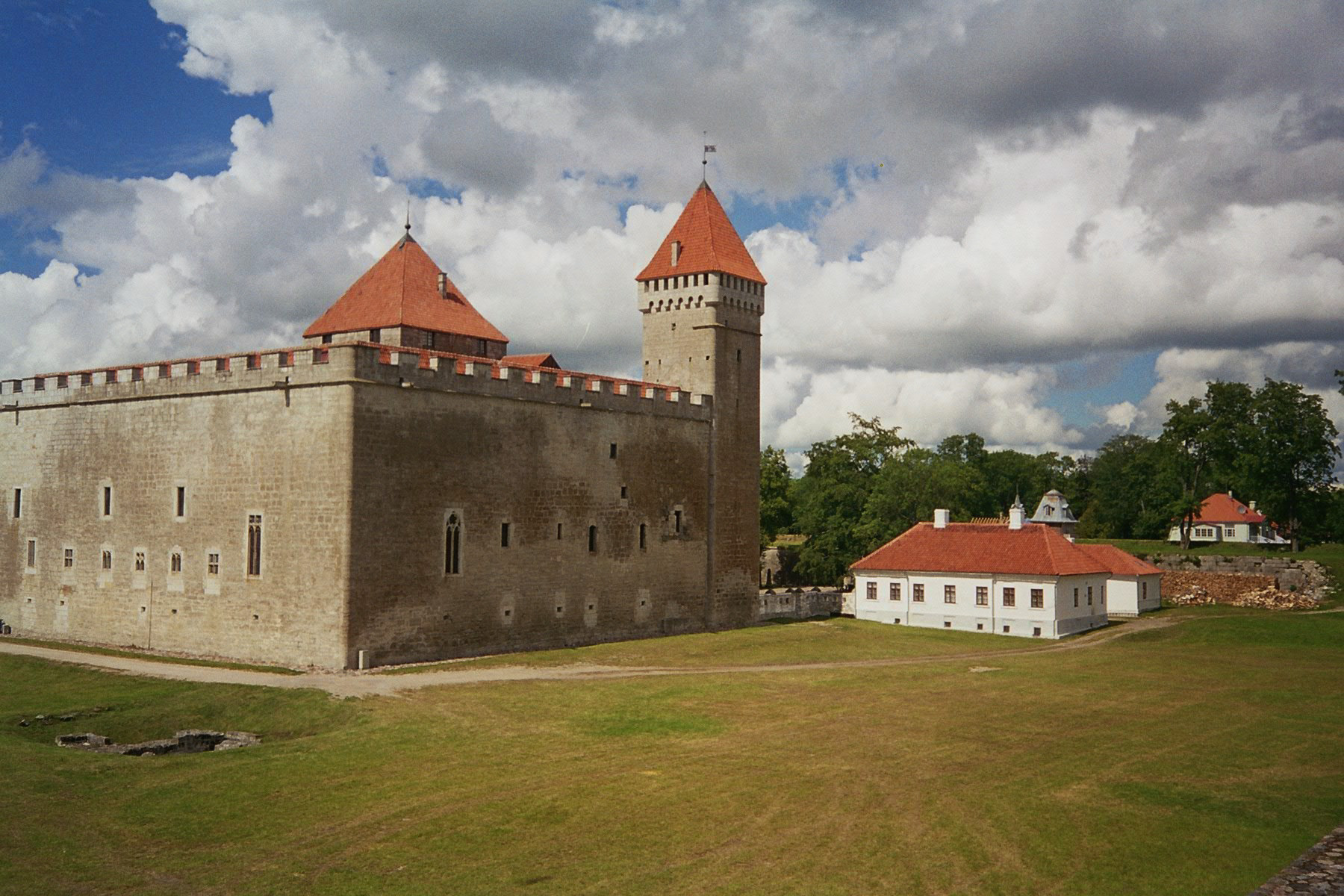
Замок в Курессааре

На землях Ливонского ордена была сформирована феодальная система. Феодалами были немецкие рыцари, епископы и немногочисленные эстонские старейшины, которые были быстро германизированы. На территории современной Эстонии кроме владений Ливонского ордена находились также Ревельское, Эзель-Викское и Дерптское епископства, с 4 декабря 1435 года входившие в Ливонскую конфедерацию.
В XIV веке существовали существенные разногласия между крупными феодалами Ливонии (в основном между Ливонским орденом и епископами), которые проводили к вооружённым столкновениям. В XV веке произошла консолидация сословий и урегулирование отношений между ними.
С XV века вопросы, касающиеся всей страны — политические, экономические и церковные — решались в ландтагах. Участие в них принимали магистры, комтуры, фогты и других представители Ордена; епископы и других члены высшего духовенства, а также представители крупных городов.

### Сельское хозяйство и положение крестьян
С завершением экспансии Ливонского ордена на восток на территории Эстонии активно развивалось мызное сельское хозяйство, основанное на системе трёхполья. Выращивались рожь, ячмень, овёс и пшеница. Права крестьян систематически ограничивались, к повинностям прибавилась барщина и денежные платежи. Усиление давления на крестьян продолжалось вплоть до введения крепостного права к XVI веку. В 1550 году натуральные налоги достигли 25 %, а первый случай продажи крестьянина отдельно от земли датируется 1495 годом. Эстонские крестьяне, которые составляли около 80 % населения, не имели личной свободы до упразднения крепостного права в 1816—1819 годах К XVI веку количество дворянских поместий достигло 500.

### Города в «ганзейский» период

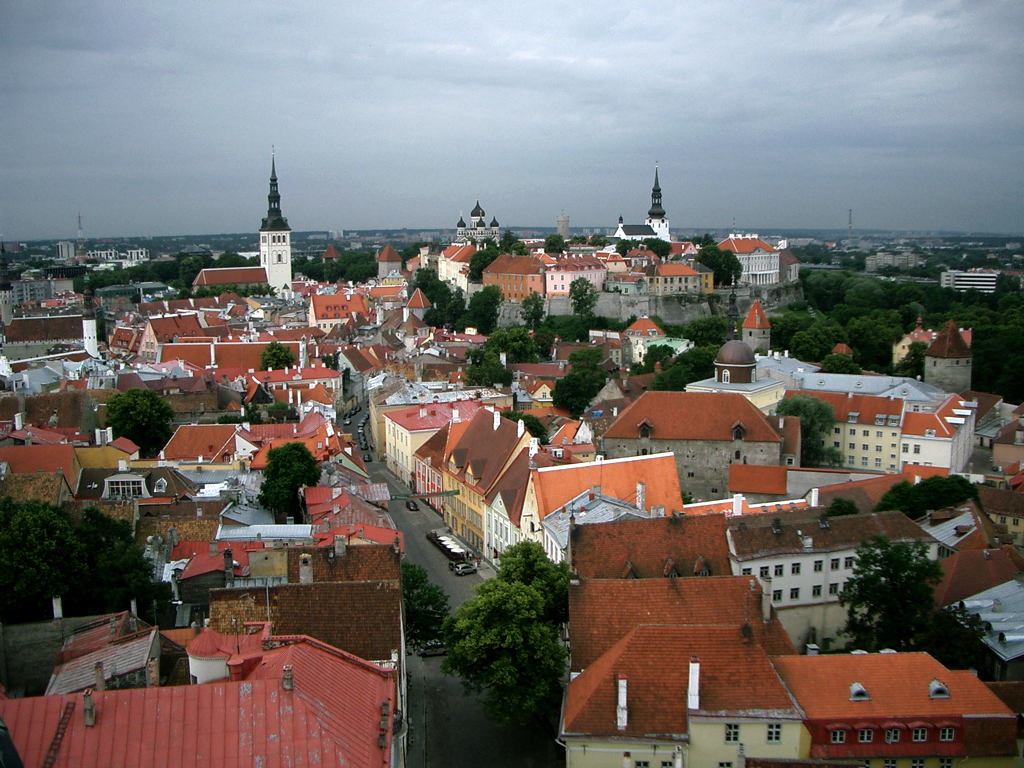
Средневековый Таллин

Вся административная и судебная власть находилась в руках немецких магистратов. В городах образовались купеческие гильдии и цехи ремесленников. В 1464 году эпидемия чумы уничтожила 2/3 населения Таллина.
Архитектурный облик городов, особенно Таллина с его средневековой готикой, формировался под сильным влиянием западной и североевропейской («ганзейской») архитектуры. Население Эстонии в 1550 году составило около 250 тысяч человек, из которых 6-8 % жили в городах, в том числе 8000 в Таллине и 6000 в Тарту Города Эстонии играли существенную роль в торговле между русскими городами и Западом: как пишет историк Юри Кивимяэ, «в экономическом отношении Таллин в тот период превосходил столицу шведского королевства Стокгольм, не говоря уже о ведущих городах Финляндии Турку (Або) и Выборге».
Города стали центрами распространения немецкой культуры. Первая в Эстонии библиотека была основана в Таллине в 1552 году.

### Католическая церковь

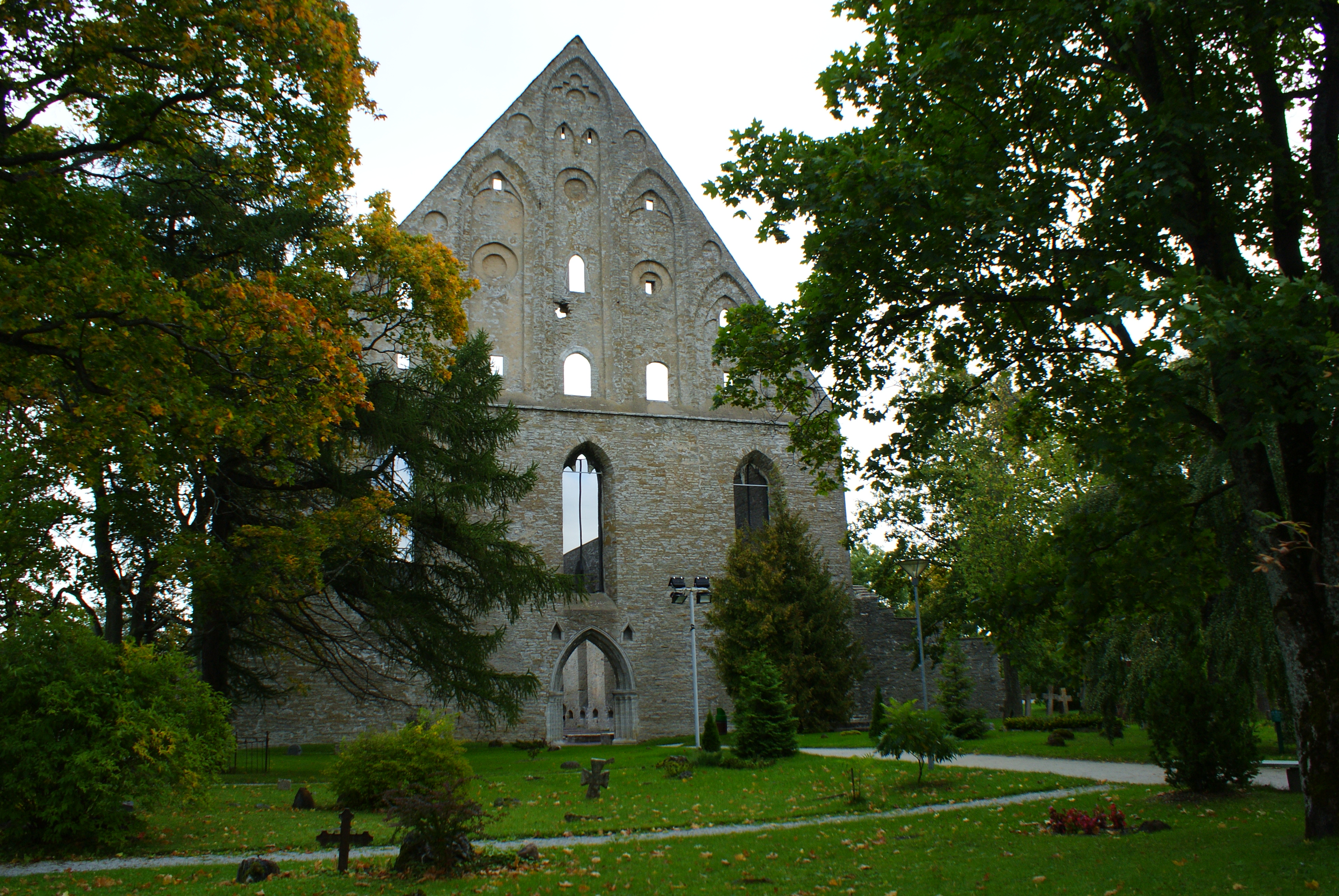
Фасад монастыря Святой Бригитты в Таллине

Существуют разногласия по поводу отношения католической церкви к эстонскому населению. Энциклопедия Кругосвет пишет, что «католическая вера имела слабое распространение среди эстонцев, так как церковь не проявляла интереса к их языку и культуре». Энциклопедия Эстоника, напротив, утверждает, что «католическая церковь, во всяком случае, в городах, проявляла большое внимание к так называемым „ненемцам“ (эстонцам)». Во всех таллинских церквях и монастырях, кроме немецкого, читались проповеди и на эстонском. Среди крестьян были распространены языческие обычаи, переплетенные с католическими обрядами. К XVI веку жители Эстонии стали пользоваться христианскими именами, пришедшими на смену древним эстонским.
На закате Средневековья в Эстонии существовало 12 монастырей и конвентов нищенствующих орденов. На территории Эстонии активно действовали цистерцианцы, доминиканцы и францисканцы. Церковные учреждения в городах выполняли в том числе функции банков.

### Реформация

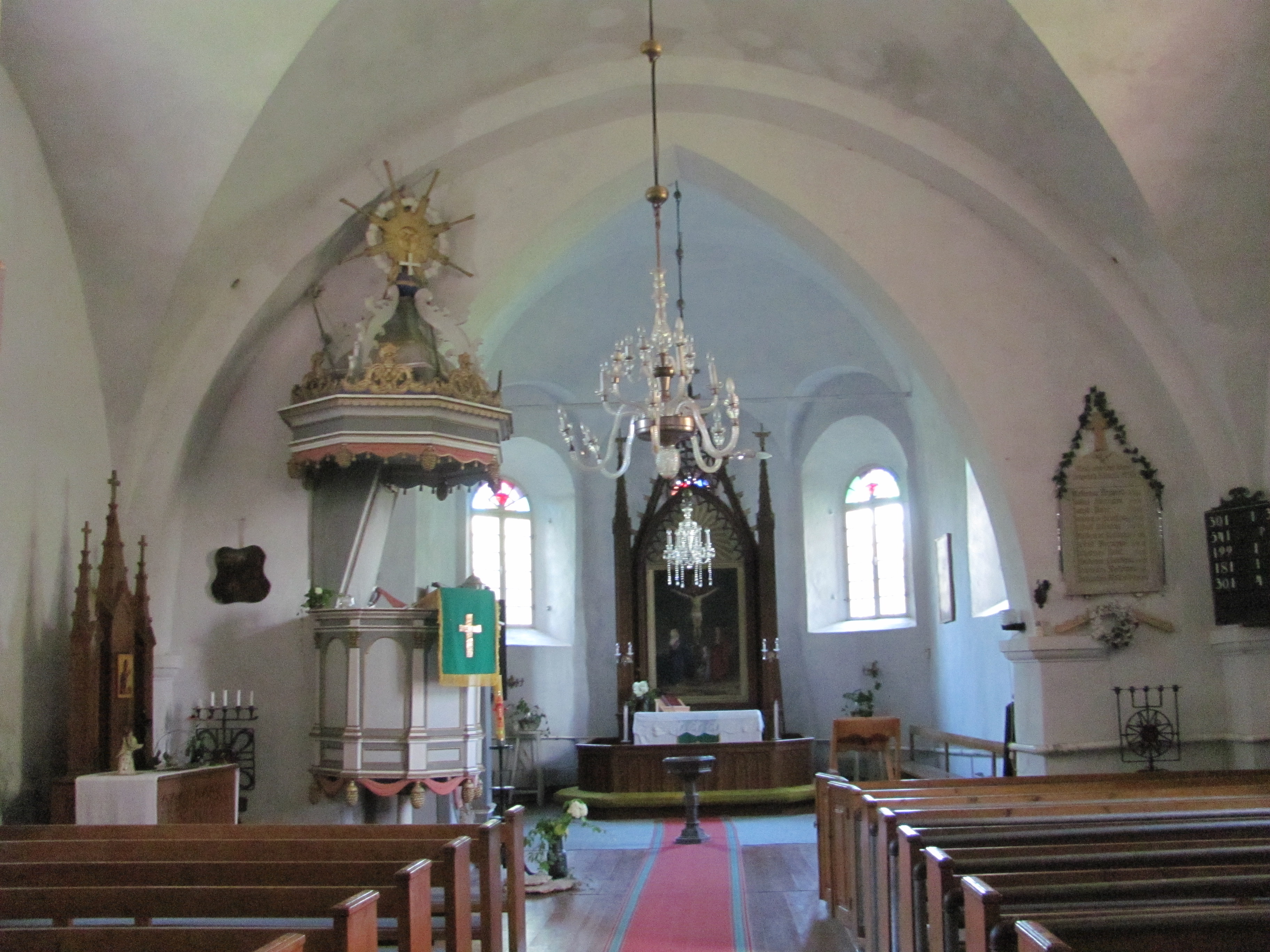
Лютеранская Церковь Харью-Мадисе на севере Эстонии

Движение Реформации, начало которой было положено Мартином Лютером в Германии (1517), получило широкое распространение на территории современной Эстонии. Основой Реформации в Эстонии послужили экономические противоречия городов как торговых центров, с одной стороны и Ордена и рыцарства, с другой. Лютеранские проповедники начали свою регулярную деятельность в Таллине и Тарту весной 1524 года. Осенью того же года разразились беспорядки, в которых горожане (в основном простой люд и молодые купцы) в иконоборчестве разоряли не только приходские церкви и монастыри, но и жилища духовенства.
На селе внедрение лютеранства происходило гораздо медленнее и даже в XVIII веке сельские лютеранские священники жаловались на приверженность своих прихожан католическим обрядам.
Одним из требований Реформации было проведение богослужения на языках местных народов, что стало причиной издания в Германии первых книг на эстонском языке (1525 или 1535) и привело к изменениям в культуре коренного населения.

## Ливонская война и раздел конфедерации
Ливонской конфедерации удавалось сохранять стабильные отношения с Русским царством до середины XVI века. К началу Ливонской войны (1558—1583) население на территории современной Эстонии составляло от 250 до 300 тысяч человек. На начальном этапе войны конфедерация оказалась не в состоянии противостоять русским войскам, была быстро разгромлена и уже в 1561 году прекратила существование. Итогом Ливонской войны стал раздел конфедерации и входящих в неё земель Эстонии между Швецией, Данией и Речью Посполитой. За 70 лет военных действий население Эстонии сократилось до 100 тысяч человек.